# Yi mein
Les yi mein (ou nouilles e-fu, yee-fu, yi ou yifu) sont des nouilles cantonaises aux œufs à base de farine de blé. Elles sont connues pour leur couleur jaune doré et leur texture élastique et spongieuse, due à l'utilisation d'eau gazeuse pendant la fabrication de la pâte.

## Plats
Les nouilles yi mein peuvent être consommées de plusieurs façons, seules ou en accompagnement :
- Yi mein natures
- Yi mein avec de la ciboule de Chine (韭王)
- Yi mein frites (乾燒伊麵), souvent accompagnées de ciboule de Chine et de champignons shiitake
- Yi mein et chair de crabe (蟹肉伊麵)
- Yi mein au homard (龍蝦伊麵), parfois servies avec du fromage à Hong Kong[1],[2]
- Yi mein avec des champignons noirs et des aubergines

## Galerie

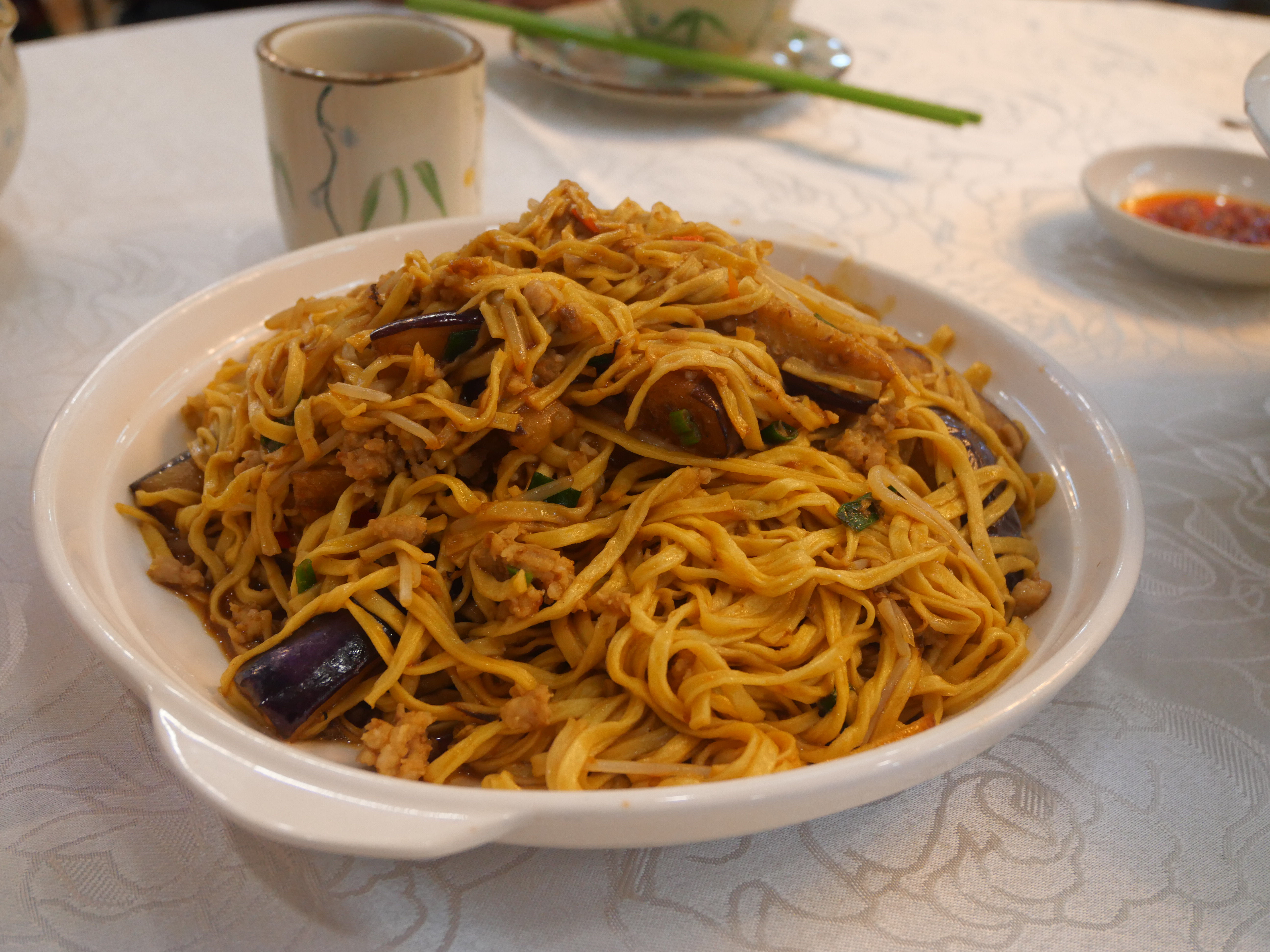
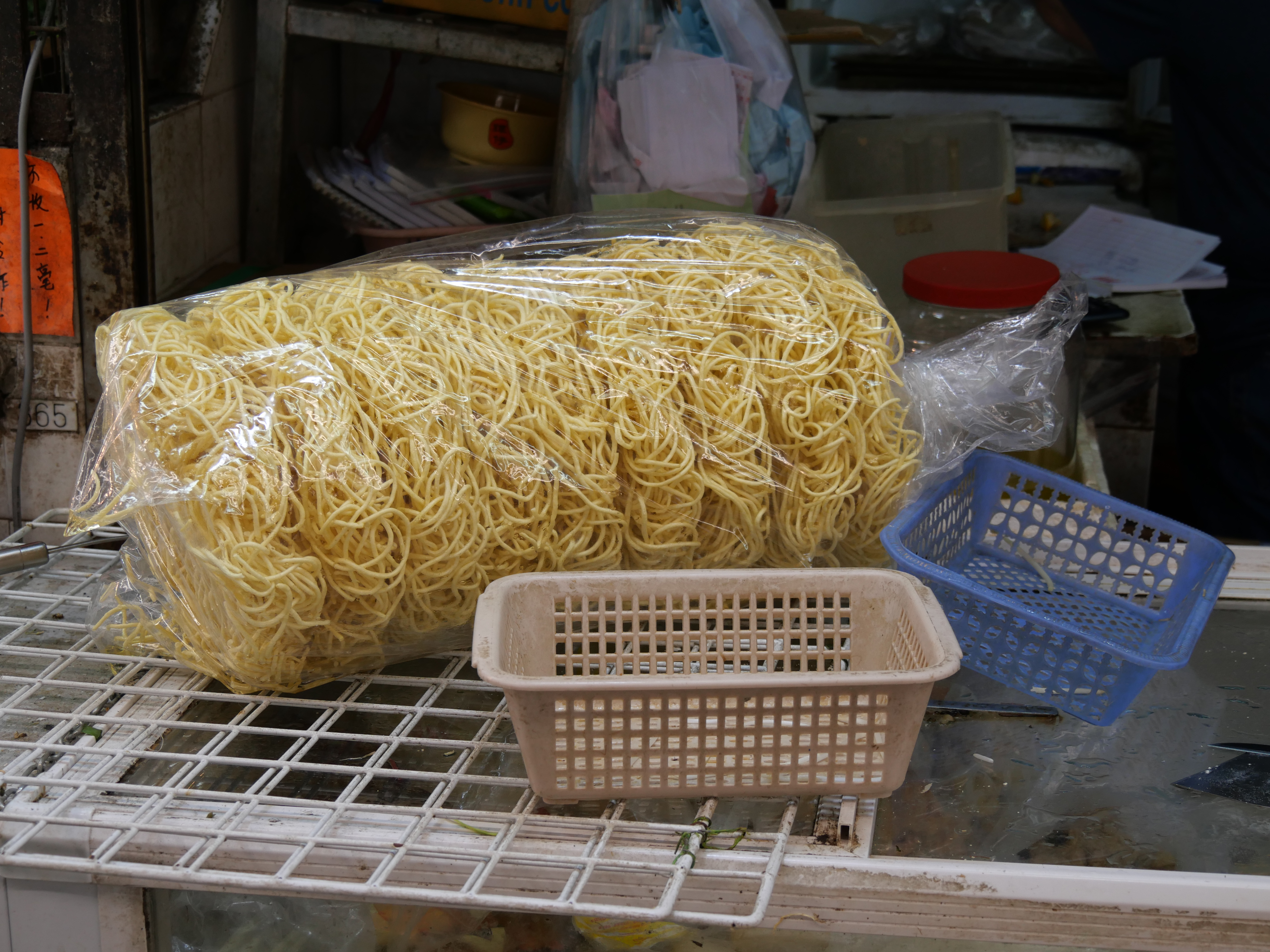
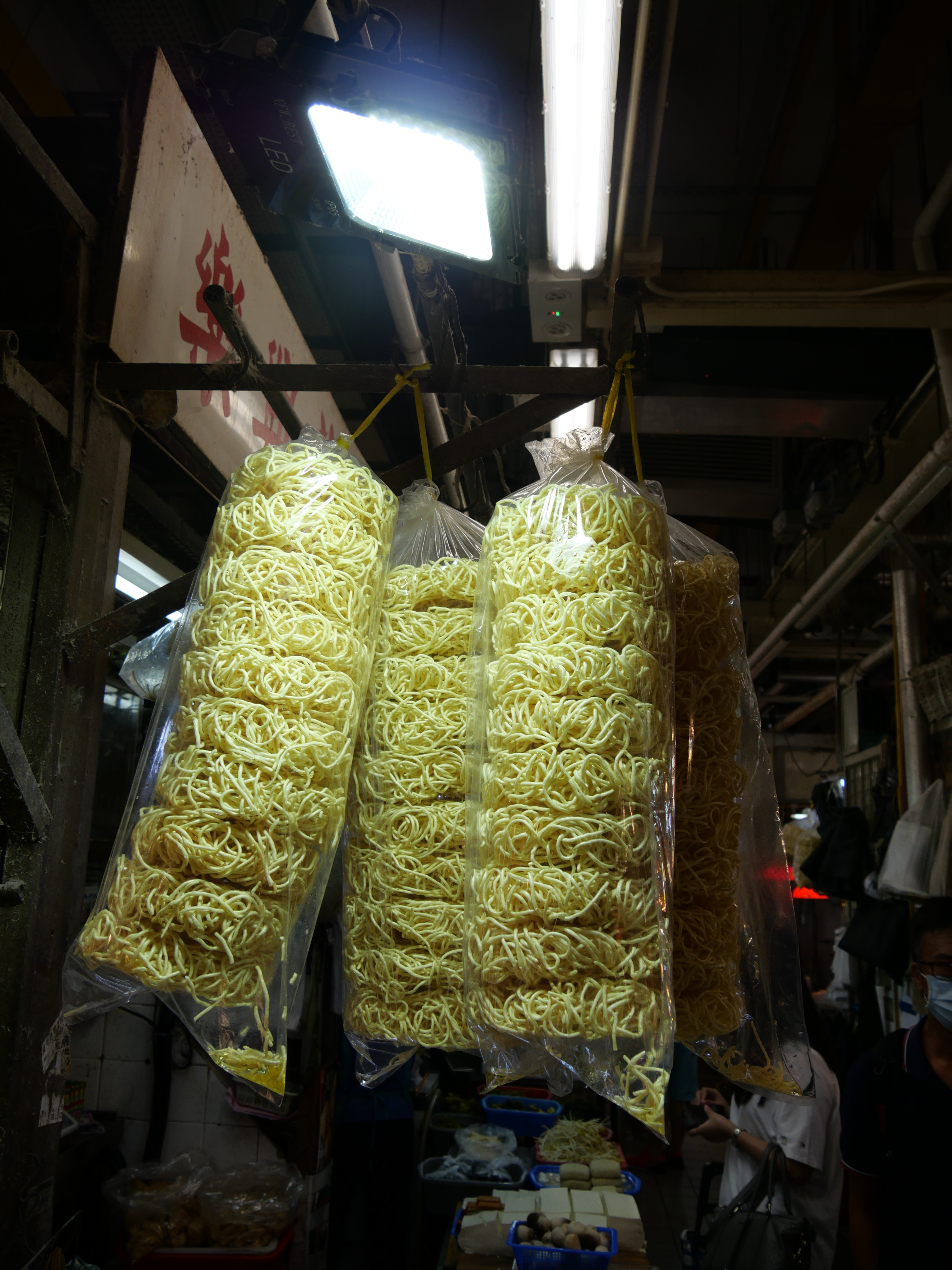
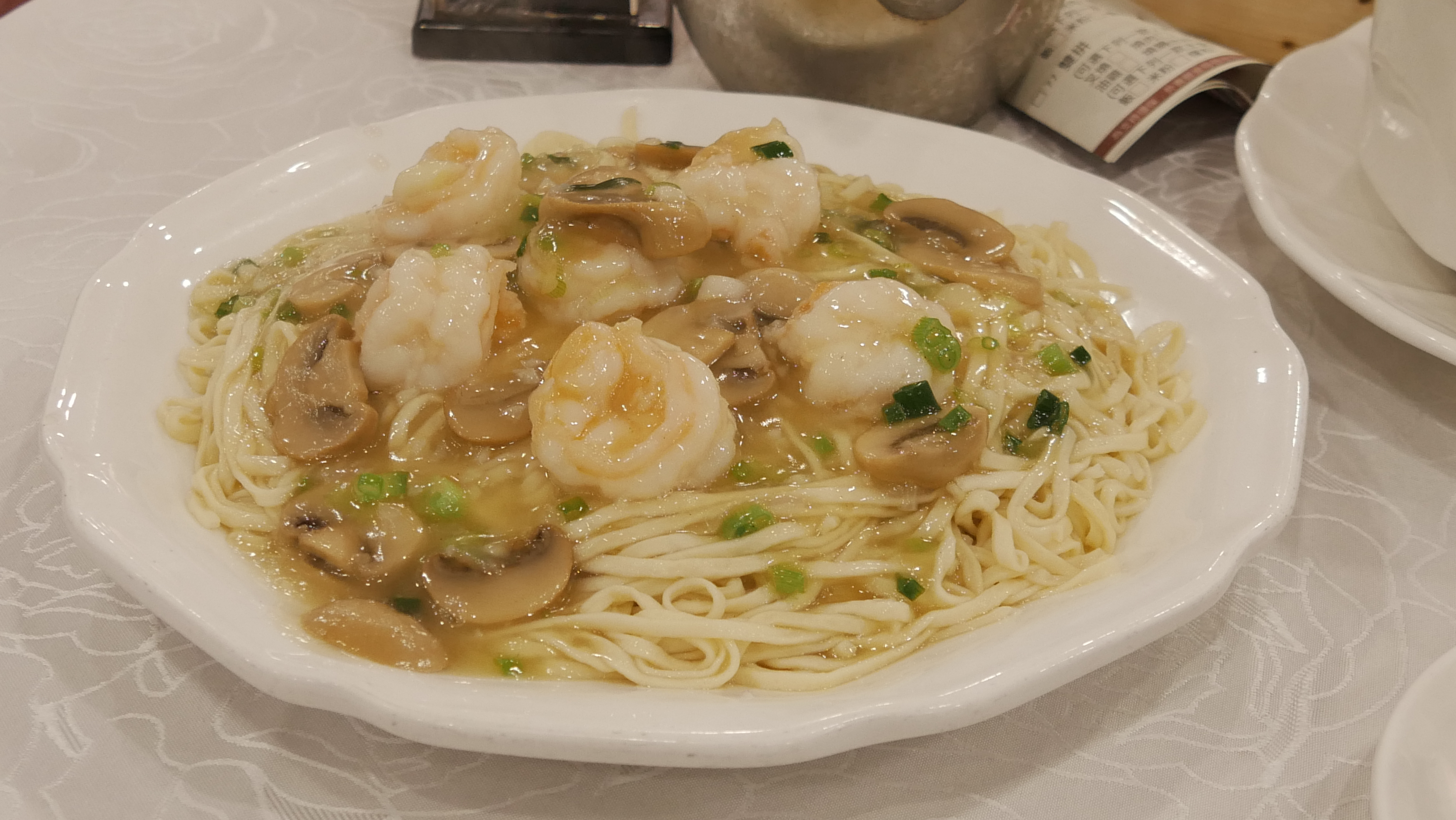
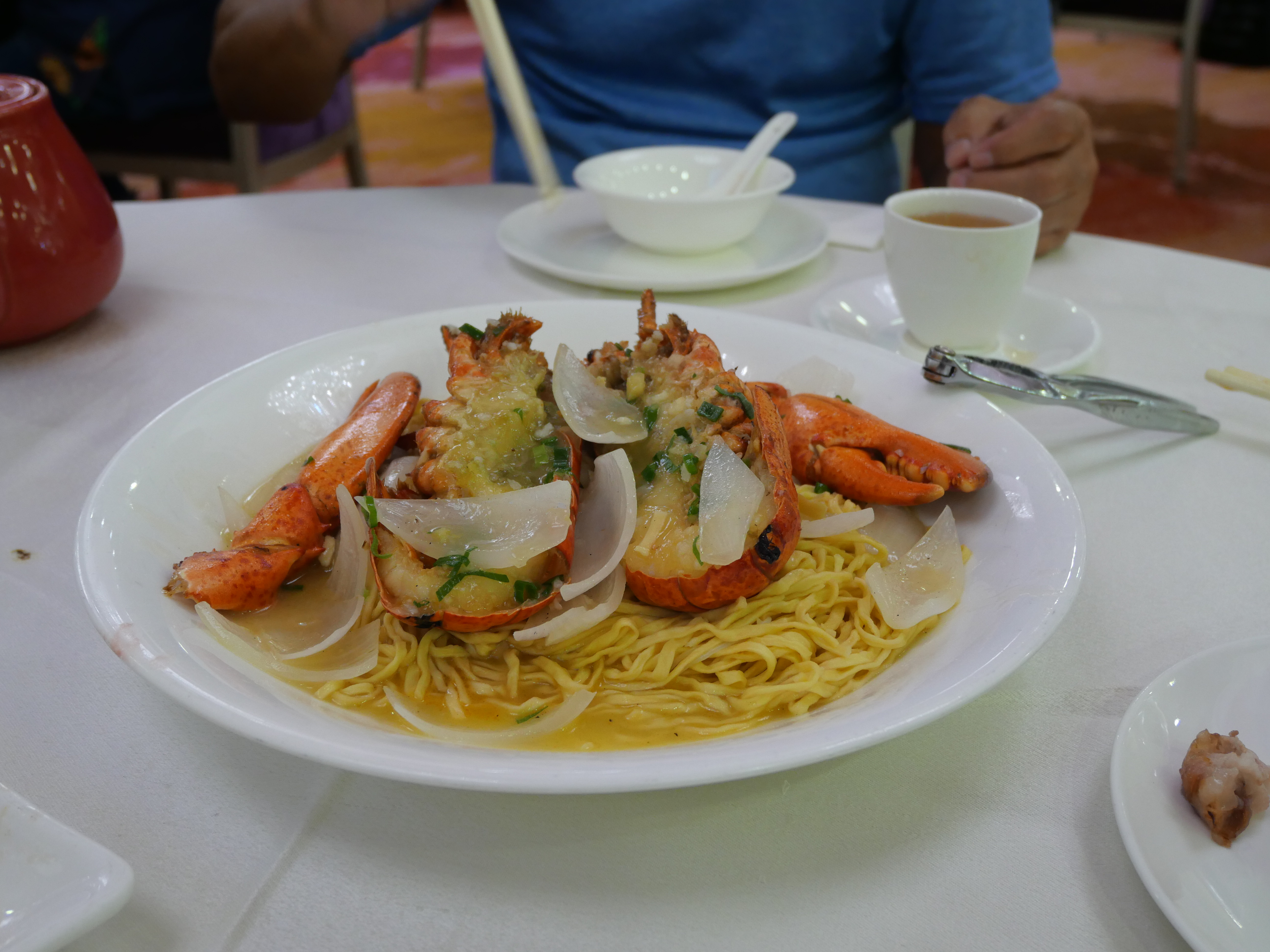